# Матараццо, Франческо Антонио
Эта статья о бразильском индустриальном магнате, об итальянском историке см. статью Матараццо, Франческо
Франческо Антонио Мария Матараццо (итал. Francesco Antonio Maria Matarazzo, 9 марта 1854, Кастеллабате — 10 декабря 1937, Сан-Паулу). Бразильский бизнесмен итальянского происхождения, один из пионеров индустриализации Бразилии, создатель крупнейшего в Латинской Америке индустриального комплекса. Кавалер многих правительственных наград Италии и Бразилии, удостоен графского титула.
Родился в небольшом городе близ Салерно, в Кампании, происходил из влиятельного местного рода, первый из 9 сыновей. В возрасте 27 лет с женой и двумя детьми эмигрировал в Бразилию, надеясь начать деловую карьеру. С собой он вёз груз сала, который погиб при кораблекрушении в бухте Гуанабара. Остатки денег позволили ему поселиться в небольшом городе Сорокаба, во внутренней части провинции Сан-Паулу, где Франческо занялся торговлей продуктами животноводства (сало применялось для мыловарения, а солёное мясо было совершенно необходимо на кофейных плантациях, где не производили продуктов питания). С 1890 года жил в Сан-Паулу, где вместе с братьями Джузеппе и Луиджи основал компанию «Братья Матараццо». Главным его занятием в этот период стал импорт пшеничной муки из США. Джузеппе возглавил салотопенный завод в Порту-Алегри, а Луиджи заведовал складами компании в Сан-Паулу. В 1891 году компания была ликвидирована и превращена в акционерное общество Companhia Matarazzo S.A.. Испано-американская война прервала традиционные торговые связи Матараццо, и он связался с британскими предпринимателями, получив также от Банка Бразилии кредит на развитие промышленности в столице страны — Рио-де-Жанейро. Его индустриальная империя быстро росла, включая к 1911 году 365 предприятий по всей Бразилии, валовой доход сделал её четвёртой по величине компанией в Бразилии (этот доход превосходил бюджет любого из штатов страны, кроме Сан-Паулу), 6 % населения страны работали на предприятиях Матараццо. В 1911 году компания была преобразована в концерн Indústrias Reunidas Fábricas Matarazzo (включающий более 70 компаний). Помимо переработки продуктов питания, концерн Матараццо занимался производством и переработкой хлопка, текстилем, а затем и нефтепереработкой, металлургией, энергетикой.
Важное место в деятельности Матараццо занимали финансы: в 1900 году он участвовал в создании итальянского коммерческого банка в Сан-Паулу, был также основателем и первым президентом Итальянского банка Бразилии, в 1911 году стал бразильским представителем Неаполитанского банка. Обладал монополией на денежные переводы итальянских эмигрантов, работавших в Бразилии. Позднее основал Банкирский дом Матараццо.
Был женат на Филумене Сансивьери, от которой имел 13 детей. Хотя Матараццо не принадлежал к титулованной знати, но его миллионные пожертвования на нужды экономики Италии в годы Первой Мировой войны побудили короля Виктора Эммануила III даровать ему титул графа (в 1917 году). В 1928 году Матараццо стал одним из основателей центра промышленного развития штата Сан-Паулу. Умер от уремии, к моменту кончины его состояние оценивалось в 10 миллиардов долларов США. 
Похоронен на кладбище Консоласан в г. Сан-Паулу.